# Ion Stici
Ion Stici (n. 14 martie 1938, Văratic, Basarabia, România – d. 17 iunie 2012, Chișinău, Republica Moldova) a fost un gazetar și publicist basarabean.

## Biografie
A absolvit școala medie în satul Proscureni, raionul Râșcani. În același an a fost admis la facultatea de istorie și filologie a Institutului pedagogic din Chișinău. A absolvit Universitatea de stat din Chișinău în anul 1962, întrucât instituțiile amintite au fuzionat în anul 1960 prin decizia forurilor superioare. A predat istoria în satele Rădeni, raionul Ungheni și în satul Bardar, raionul Hâncești. Și-a făcut serviciul militar în Armata sovietică în anii 1962-1964. În anii 1964-1966 a predat istoria și limba română în satul natal. În anul 1966, la recomandarea lui Dumitru Matcovschi și Anatol Ciocanu, a devenit corespondent al secției învățământ al ziarului „Moldova Socialistă”.Fost membru PCUS .
În anii 1972-1974 a studiat la secția de jurnalistică a școlii superioare de partid din Moscova, suplinind concomitent și funcțiile de corespondent al gazetei din Chișinău. Ulterior a fost consecutiv corespondent-superior, șef de secție, redactor-șef adjunct al gazetei „Moldova Socialistă”. Ultima funcție a deținut-o timp de 19 ani, între 1975-1994. Între timp, după cucerirea independenței de către Republica Moldova, gazeta „Moldova Socialistă” s-a transformat în „Moldova Suverană”, Ion Stici participând activ la aceste transformări. Toți acești ani a condus activitatea gazetei în sfera învățământului, științei, culturii, artelor, medicinii și sportului, iar în anii 1990 a coordonat și activitatea internațională a cotidianului.
A fost decorat cu titlul onorific „Om emerit” al Republicii Moldova în 1998.
A decedat în urma unei afecțiuni digestive. Este înmormântat la Cimitirul Central din Chișinău.